# Вторая жизнь Уве (роман)
«Втора́я жизнь У́ве» (швед. En man som heter Ove) — дебютный роман шведского писателя Фредрика Бакмана, опубликованный в 2012 году.
В 2015 г. вышла шведская экранизация романа с Рольфом Лассгордом в главной роли.

## Аннотация от издателя
Уве — угрюмый одинокий пожилой мужчина. Он считает, что его окружают, преимущественно, тупые соседи, неспособные припарковаться, вечно щебечущие продавцы в магазинах и бюрократы, портящие нормальным людям жизнь. Как тут спокойно помереть, когда вокруг одни идиоты? Уве только что отправили на пенсию, а полгода назад умерла жена Соня. Когда новые соседи случайно сносят почтовый ящик Уве, это становится началом трогательной истории об утраченной любви, неожиданной дружбе, бездомной кошке и искусстве сдавать назад на автомобиле с прицепом. История о том, как сильно жизнь одного человека может влиять на жизнь других.

## Персонажи
- Уве — сварли59-летний вдовец, бывший председатель жилтоварищества, ворчливый и принципиальный, но заботливый, водит "сааб", планирует самоубийство, но откладывает его, чтобы помогать соседям.
- Соня — покойная жена Уве, бывшая учительница, любящая и понимающая, любила книги, особенно Шекспира, часто упоминается в воспоминаниях Уве.
- Парване — иранская мигрантка, беременная соседка Уве, около 30 лет, эмоциональная и настойчивая, мать двух дочерей, пытается понять и поддержать Уве.
- Патрик — муж Парване, около 30 лет, отец двух дочерей, неуклюжий и неопытный в практических вопросах.
- Руне — пожилой мужчина, сосед и бывший друг Уве, страдает от болезни Альцгеймера, бывший заместитель председателя жилтоварищества.
- Анита — жена Руне, заботится о больном муже, борется с социальными службами, чтобы оставить его дома.
- Кот (Кошак) — бездомный кот, которого Уве неохотно приютил, упрямый и независимый.
- Адриан — молодой человек, почтальон и работник в кафе, неуверенный в себе, но старательный.
- Йимми — молодой полный сосед, программист, дружелюбный и общительный.
- Мирсад — молодой гомосексуальный мужчина, сын Амеля, временно живёт у Уве после каминг-аута перед отцом.
- Амель — хозяин кафе и отец Мирсада
- Андерс — сосед «Пижон» из дома наискосок

## Успех и адаптации
Английский перевод вышел в 2013 г. Эта версия попала в список бестселлеров New York Times через 18 месяцев после публикации и оставалась там в течение 42-х недель.
В январе 2015 года в Стокгольме состоялась премьера спектакля, поставленного по книге с Йоханом Риборгом в роли главного героя.
Шведская киноверсия 2015 года номинировалась на премию «Оскар» в двух номинациях («Лучший фильм на иностранном языке» и «Лучший грим и причёски»). Весной 2019 г. была анонсирована англоязычная адаптация фильма с Томом Хэнксом в главной роли, также Хэнкс спродюсирует фильм. Премьера фильма состоялась 25 декабря 2022 года.
В июле 2014 года Dreamscape Media выпустила аудиокнигу, прочитанную на английском языке американским актёром Джорджем Ньюберном. Русские аудиоверсии прочитаны Алексеем Багдасаровым и Михаилом Черняком. 